# Eka Kurniawan
Eka Kurniawan (* 28. listopadu 1975 Tasikmalaya) je indonéský spisovatel.
Vystudoval filozofickou fakultu Universitas Gadjah Mada ve městě Yogyakarta, jeho absolventská práce o Pramoedya Ananta Toerovi vyšla také knižně. Pracoval jako novinář, v roce 2000 vydal debutovou sbírku povídek a v roce 2002 svůj první román. Kurniawanovy knihy jsou kritikou označovány za asijskou verzi magického realismu. Do češtiny byl přeložen román Krása je stigma (Odeon 2018), popisující osudy prostitutky Dewi Ayu a její rodiny na pozadí historických událostí dvacátého století. The New York Times knihu uvedl na seznamu stovky pozoruhodných titulů vydaných roku 2015.
Časopis Foreign Policy Kurniawana v roce 2015 zařadil mezi nejvýznamnější světové myslitele. V roce 2016 byl za knihu Lelaki Harimau nominován na Mezinárodní Man Bookerovu cenu. V roce 2018 získal cenu amsterdamské Nadace prince Clause.
Jeho knihu Seperti Dendam, Rindu Harus Dibayar Tuntas zfilmoval v roce 2021 indonéský režisér Edwin.
Jeho manželkou je spisovatelka Ratih Kumala.